# Tómbolo

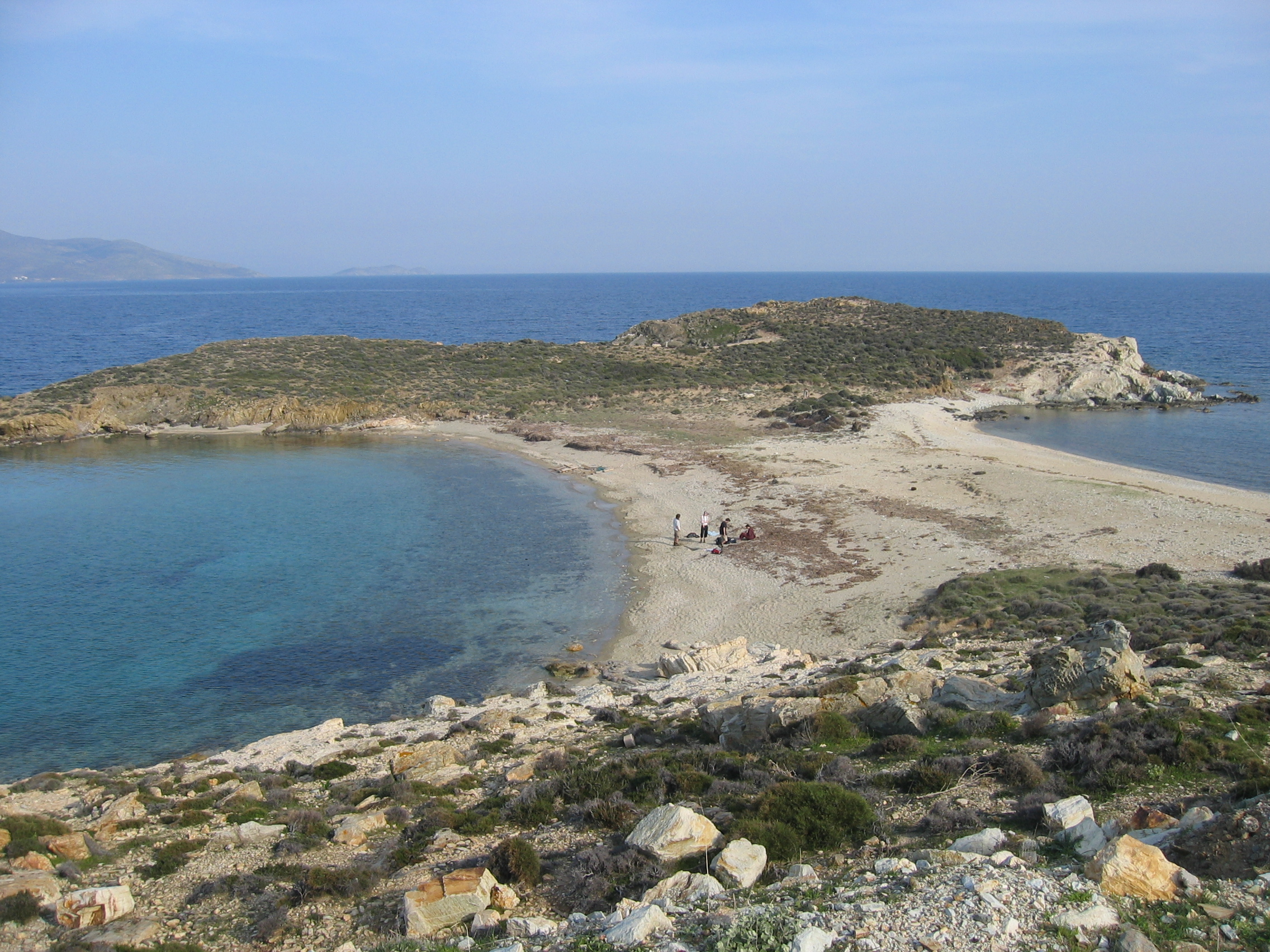
Un tómbolo en Grecia conectando el sur de Eubea a un islote.

Tómbolo y otras formaciones costeras.

Un tómbolo (del italiano tombolo) es un accidente geográfico sedimentario, como por ejemplo una barra, que forma una estrecha lengua de tierra entre una isla o una gran roca alejada de la costa y tierra firme, o entre dos islas o grandes rocas. Ejemplos de tómbolos son el peñón de Ifach, el istmo arenoso que une el peñón de Gibraltar con el continente, el que une Peñíscola con tierra firme, o el existente en el cabo Trafalgar. Las ciudades de Cádiz, La Coruña, Gijón o San Sebastián fueron en su día islas litorales, unidas al continente en la actualidad por tómbolos.
Por lo general, se forman debido a que las islas producen la refracción de las olas, depositándose arena y canto rodado en donde las olas se encuentran. Un alza en el nivel del mar puede contribuir en la sedimentación, puesto que el material es empujado hacia arriba. Este es el caso de Chesil Beach, que conecta a la isla de Pórtland con Dorset, en Inglaterra, y que constituye una cresta de canto rodado ubicada de forma relativamente paralela a la costa, y del puente de Adán o puente de Rama, que en la antigüedad unía India con Sri Lanka. Si todavía no se ha unido el obstáculo con la línea de costa, se denomina hemitómbolo.